# Барнвил Картере
Барнвил Картере (фр. Barneville-Carteret) насеље је и општина у северној Француској у региону Доња Нормандија, у департману Манш која припада префектури Шербур-Октевил.
По подацима из 2011. године у општини је живело 2.290 становника, а густина насељености је износила 222,55 становника/km². Општина се простире на површини од 10,29 km². Налази се на средњој надморској висини од 47 метара.

## Демографија
| 1962. | 1968. | 1975. | 1982. | 1990. | 1999. | 2011. |
| ----- | ----- | ----- | ----- | ----- | ----- | ----- |
| 1.920 | 1.924 | 2.012 | 2.327 | 2.222 | 2.429 | 2.290 |

График промене броја становника у току последњих година